# Fotokemija
Fotokemija je dio fizikalne kemije koji se bavi kemijskim reakcijama uz sudjelovanje elektromagnetskog zračenja. Njegovom apsorpcijom može se pokrenuti početni stadij fotolize (razgradnje kemijske tvari djelovanjem elektromagnetskog zračenja), a moguće je i da se reagirajuće molekule pobude u reaktivnije stanje više energije (tako se odvijaju mnogi fotokemijski procesi u živim bićima, na primjer pretvorba ergosterola u vitamin D pod utjecajem ultraljubičastog zračenja te fotosinteza). Kao izvor zračenja u fotokemiji se sve više koristi laser te rendgensko i gama-zračenje, tako da se fotokemija približava radijacijskoj kemiji. Fotokemijske su reakcije važne u atmosferskoj kemiji, fiziologiji i drugom. Osim klasičnih primjena (na primjer u fotografiji), fotokemijske reakcije mnogo se koriste u organskoj sintezi.

## Fotosinteza
Fotosinteza je proces stvaranja organskih tvari iz ugljikova dioksida (CO2) i vode (H2O) s pomoću svjetlosne energije i klorofila uz istodobno izlučivanje kisika (asimilacija). Proces se odvija u kloroplastima zelene biljke. Ugljikov ciklus, koji počinje ugradnjom CO2 putem fotosinteze jedan je od najvažnijih procesa na Zemlji. Svi živi organizmi (autotrofni i heterotrofni) procesima disanja (biooksidacije) razgrađuju organske tvari koje su prethodno nastale fotosintezom u biljci i pritom se oslobađa u njima vezana Sunčeva energija u obliku adenozin trifosfata (ATP). Proces fotosinteze može se podijeliti na primarne procese, za koje je nužna Sunčeva svjetlost, a odvijaju se u tilakoidnim membranama kloroplasta (plastidi), te sekundarne procese, takozvani Calvinov ciklus, za koji svjetlost nije tako nužna (reakcije tame), a odvija se u stromi kloroplasta.

## Fotoliza
Fotoliza je kemijska reakcija razgradnje kemijske tvari djelovanjem elektromagnetskog zračenja. Tako se na primjer vodik i klor neće spojiti u klorovodik (HCl) sve dok se njihova smjesa ne ozrači, jer je za započinjanje reakcije disocijacijom molekule klora (Cl2) u atome potrebna znatna energija, a ona je sadržana u kvantu ultraljubičastog zračenja. Dobro je poznata i fotoliza srebrnih halogenida pri osvjetljivanju fotografske emulzije (fotografija). 